# Élections sénatoriales de 1938 en Guadeloupe
Les élections sénatoriales en Guadeloupe ont eu lieu le dimanche 23 octobre 1938. 
Elles ont eu pour but d'élire le sénateur représentant le département au Sénat pour un mandat de neuf années.

## Contexte départemental
Les grands électeurs qui votent pour ces élections reflètent les résultats des élections municipales de 1935.

## Présentation des candidats et des suppléants
Le nouveau représentant est élu pour un mandat de 9 ans au suffrage universel indirect par les 322 grands électeurs du département, au scrutin majoritaire à deux tours. 
| Candidats | Candidats       | Parti   | Principale fonction |
| --------- | --------------- | ------- | --- |
|           | Henry Bérenger  | Rad-soc | Ancien Journaliste à L'Action. Sénateur sortant                                                                                          |
|           | Gratien Candace | Rad ind | Député. Ancien secrétaire d'État au Ministère des Colonies, sous les gouvernements Herriot III et Paul-Boncour. Enseignant, journaliste. |
|           | Mr David        |         | |

## Résultats
|          | Henry Bérenger * | Rad-soc  | 216 | 67,50  |  |  |
|          | Gratien Candace  | Rad ind  | 99  | 30,94  |  |  |
|          | Mr David         |          | 5   | 1,56   |  |  |
|          |                  |          |     |        |  |  |
| Inscrits | Inscrits         | Inscrits | 322 | 100,00 |  |  |
| Votants  | Votants          | Votants  | 321 | 99,69  |  |  |
| Exprimés | Exprimés         | Exprimés | 320 | 99,69  |  |  |